# 알렉시스 데니소프
알렉시스 데니소프(Alexis Denisof, 1966년 2월 25일 ~ )는 미국의 배우이다.

## 출연 작품
- 파인딩 카터 시즌2 (2015)
- 파인딩 카터 시즌1 (2014)
- 가디언즈 오브 갤럭시 (2014)
- 저스티스 리그: 둠 (2012)
- 헛소동 (2012)
- 올스타 슈퍼맨 (2011)
- 인형의 집 (2009)
- 내가 그녀를 만났을 때 1 (2005)
- 타잔 - 시리즈 2 (2002)
- 비욘드 더 시티 리미츠 (2001)
- 배트맨 비욘드 - 시리즈 (1999)
- 노아의 방주 (1999)
- 겜블 (1999)
- 엔젤 (1999)
- 샤프의 워터루 (1997)
- 샤프의 정의 (1997)
- 샤프의 복수 (1997)
- 뱀파이어 해결사 (1997)
- 이노센트 라이즈 (1995)
- 카멜롯의 전설 (1995)
- 눈과 불 (1991)